# Chiloschista segawae
Chiloschista segawae — вид многолетних эпифитных травянистых растений семейства Орхидные.
Не имеет устоявшегося русского названия, в русскоязычных источниках обычно используется научное название Chiloschista segawae. Одно из возможных русских названий: хилошиста Сегавы.

## Этимология
Вид назван в честь японского ботаника Sokichi Segawa (1904—1960). Родовое название происходит от греч. cheilos (губа) и schistos (раскол, расщепление), что относится к строению цветка.
Китайское название — 大蜘蛛蘭.

## Синонимы
По данным Королевских ботанических садов в Кью:
- Chiloschista hoii S.S.Ying, 1987
- Chiloschista segawai var. taiwaniana S.S.Ying, 1977
- Sarcochilus segawai Masam. (1934)basionym
- Thrixspermum segawai (Masam.) Masam., 1934

## Биологическое описание
Листья отсутствуют.
Корни до 35 см в длину, 2-4 мм в толщину, серо-зелёные. Образуют спутанную массу. Часть корней прирастает к коре дерева, часть воздушные.
Цветонос свисающий, изогнутый, 5-12 см в длину, несёт 6-15 цветков.
Цветки 1-1,2 см в диаметре, ароматные, бледно-жёлтого, бледно-желтовато-зелёного, иногда с оттенком коричневого или коричнево-красного цвета. Губа 5-6 мм длиной. Поллинии 0,5 мм в диаметре.

## Распространение и экологические особенности
Тайвань

Эпифиты в лесах на высотах ниже 1500 метров над уровнем моря.
Цветёт весной в течение 10-15 дней.
Температура зимой на равнинных участках колеблется от +14 °C до +20 °C. В летний период средняя температура составляет +26 °C при колебании от +21 °C до +28 °C. Лето, которое длится с мая по сентябрь, обычно бывает жарким и влажным, температура в июле может доходить до +35 °C при влажности в 80-94 %. Выпадение осадков сильно различается в зависимости от сезона, района и высоты места над уровнем моря.

## Охрана исчезающих видов
Chiloschista segawae входит в Приложение II Конвенции CITES. Цель Конвенции состоит в том, чтобы гарантировать, что международная торговля дикими животными и растениями не создаёт угрозы их выживанию.

## В культуре
Температурная группа — умеренная.

Посадка на блок, пластиковую или нержавеющую металлическую сетку.

Относительная влажность воздуха 60-80 %

Освещение: яркий рассеянный свет, 12000-34000 lux.
Периода покоя нет.